# Горняк (футбольный клуб, Кривой Рог)
«Горня́к» (укр. «Гірник») — украинский футбольный клуб из города Кривой Рог Днепропетровской области. Представляет спортивный клуб, созданный в ОАО «Криворожский железорудный комбинат» — крупнейшем на Украине предприятии по добыче железорудного сырья.
В 2020 году путём переименования был воссоздан «Кривбасс», который вместо «Горняка» продолжил выступления во Второй лиге чемпионата Украины, после чего главной командой клуба стала команда «Горняк» U-19. На сезон-2020/21 ДЮФЛУ заявлены 4 команды «Горняка» разных возрастов, команда «Горняк-Ветеран» играет в чемпионате города.

## История
Первое упоминание о футбольной команде криворожского рудника датировано 1924 годом — криворожане приняли участие в розыгрыше «Первого футбольного первенства Луганского округа» вместе с командами Снежного, Алчевского, Луганского, Брянковского и Кадиевского рудников, сборной Константиновки и горловской командой «Горняк» (при этом первенствовали в турнире луганчане). В 1925 году команда шахты им. Карла Либкнехта приняла участие в первом розыгрыше первенства Криворожского округа по футболу и заняла 2-е место. С тех пор команда неизменный участник городских, областных и республиканских соревнований.
В 1999 году команда стала чемпионом и обладателем Кубка Кривого Рога, была финалистом Кубка Днепропетровской области, а также выиграла первенство Украины среди предприятий концерна «Укррудпром».
В 2001 и 2002 годах — чемпион Днепропетровской области. В 2002 и 2003 годах футболисты комбината становились победителями международного турнира «Кубок стран СНГ» среди команд предприятий горнодобывающей промышленности Украины, России и Казахстана. В 2003 году команда заняла третье место в любительском первенстве Украины и стала финалистом Кубка Министерства промышленной политики.
Весной 2004 года «Горняк» принял участие в чемпионате Украины среди КФК, а осенью получил право представлять Кривой Рог в чемпионате Украины среди команд второй лиги. В дебютном сезоне 2004/05 криворожане заняли 13 место в группе «Б». 3 августа 2013 года «Горняк» начал играть на стадионе «Металлург», в связи с тем, что «Кривбасс» был расформирован.
Сезон 2012/13 был провальным для клуба, во втором этапе он участвовал в группе за выживание. В сезоне 2013/14 «Горняк» поставил свой собственный рекорд в Кубке Украины, дойдя до 1/16 финала, где у себя дома в дополнительное время проиграл черниговской «Десне» (1:2, д.в.).
23 июня 2016 года пресс-служба клуба заявила о снятии ФК «Горняк» с участия в соревнованиях сезона 2016/2017 в связи с ухудшением финансирования.
В 2018 году прес-служба клуба заявила о том, что ФК «Горняк» планирует возвращение в профессиональный футбол и намерен принять участие в чемпионате Украины среди команд второй лиги-2018/2019. В сезонах 2018/19 и 2019/20 «Горняк» участвовал во Второй лиге.

## Статистика выступлений
| Сезон                          | Дивизион                      | Место               | И                   | В                   | Н                   | П                   | З                   | П                   | О                   | Кубок               | Примечания               |
| ------------------------------ | ----------------------------- | ------------------- | ------------------- | ------------------- | ------------------- | ------------------- | ------------------- | ------------------- | ------------------- | ------------------- | ------------------------ |
| 2004/05                        | Вторая лига, гр. «Б»          | 11 из 14            | 26                  | 7                   | 6                   | 13                  | 21                  | 25                  | 27                  | —                   |                          |
| 2005/06                        | Вторая лига, гр. «Б»          | 11 из 15            | 28                  | 7                   | 11                  | 10                  | 23                  | 34                  | 32                  | 1/32                |                          |
| 2006/07                        | Вторая лига, гр. «Б»          | 6 из 15             | 28                  | 13                  | 5                   | 10                  | 46                  | 41                  | 44                  | 1/32                |                          |
| 2007/08                        | Вторая лига, гр. «Б»          | 14 из 18            | 34                  | 9                   | 10                  | 15                  | 43                  | 51                  | 37                  | —                   |                          |
| 2008/09                        | Вторая лига, гр. «Б»          | 11 из 18            | 34                  | 15                  | 5                   | 14                  | 46                  | 56                  | 44                  | 1-й предв. раунд    |                          |
| 2009/10                        | Вторая лига, гр. «Б»          | 9 из 14             | 26                  | 8                   | 4                   | 14                  | 29                  | 43                  | 28                  | 2-й предв. раунд    |                          |
| 2010/11                        | Вторая лига, гр. «Б»          | 5 из                | 21                  | 9                   | 5                   | 7                   | 33                  | 25                  | 32                  | 1-й предв. раунд    |                          |
| 2011/12                        | Вторая лига, гр. «Б»          | 4 из 14             | 26                  | 16                  | 3                   | 7                   | 44                  | 22                  | 51                  | 2-й предв. раунд    |                          |
| 2012/13                        | Вторая лига, гр. «Б», гр. 4   | 7 из 13 (гр. Б)     | 32                  | 14                  | 8                   | 10                  | 49                  | 37                  | 59                  | 2-й предв. раунд    | первый этап              |
| 2012/13                        | Вторая лига, гр. «Б», гр. 4   | 1 из 5 (гр. 4)      | 32                  | 14                  | 8                   | 10                  | 49                  | 37                  | 59                  | 2-й предв. раунд    | второй этап              |
| 2013/14                        | Вторая лига                   | 4 из 19             | 36                  | 20                  | 10                  | 6                   | 49                  | 36                  | 70                  | 1/16                | Выход в Первую лигу      |
| 2014/15                        | Первая лига                   | 9 из 16             | 30                  | 10                  | 12                  | 8                   | 32                  | 36                  | 42                  | предвар. раунд      |                          |
| 2015/16                        | Первая лига                   | 6 из 16             | 30                  | 13                  | 10                  | 7                   | 39                  | 27                  | 49                  | 1/8                 | Приостановка выступлений |
| В сезоне 2016/17 не участвовал |                               |                     |                     |                     |                     |                     |                     |                     |                     |                     |                          |
| 2017/18                        | Любительский чемпионат, гр. 3 | 5 из 9              | 16                  | 6                   | 2                   | 8                   | 44                  | 35                  | 20                  | —                   |                          |
| 2018/19                        | Вторая лига, гр. Б            | 3 из 10             | 27                  | 15                  | 6                   | 6                   | 53                  | 33                  | 51                  | 1/8                 |                          |
| 2019/20                        | Вторая лига, гр. Б            | 4 из 11             | 20                  | 10                  | 3                   | 7                   | 33                  | 22                  | 33                  | 1-й раунд           | Выход из состава ПФЛ     |
| 2020/21                        | Вторая лига, гр. Б            | Участие «Кривбасса» | Участие «Кривбасса» | Участие «Кривбасса» | Участие «Кривбасса» | Участие «Кривбасса» | Участие «Кривбасса» | Участие «Кривбасса» | Участие «Кривбасса» | Участие «Кривбасса» | Участие «Кривбасса»      |

## Достижения
- Бронзовый призёр Первенства Украины среди любительских коллективов: 2003
- Финалист Кубка Министерства промышленной политики: 2003
- Победитель Чемпионата Кривого Рога: 1999
- Обладатель Кубка Кривого Рога: 1999
- Чемпионы Первенства Днепропетровской области: 2001, 2002
- Победитель международного турнира «Кубок стран СНГ» среди предприятий горнодобывающей промышленности промышленности бывшего СССР: 2002, 2003, 2009